# Marc Rath (Journalist)
Marc Rath (* 11. Juni 1966 in Solingen) ist ein deutscher Journalist. Seit dem Jahr 2022 ist er Chefredakteur der Mitteldeutschen Zeitung und seit Februar 2023 auch der Volksstimme.

## Leben
Marc Rath besuchte das Gymnasium Schwertstraße in Solingen und arbeitete dort bereits bei der Schülerzeitung, deren Chefredakteur er in der 10. Klasse wurde. In der 12. Klasse war er Mitbegründer der Jugendredaktion Klartext beim Solinger Tageblatt. Nach dem Abitur absolvierte er eine Ausbildung zum Verlagskaufmann und leistete anschließend seinen Grundwehrdienst bei der Bundeswehr im Kölner Heeresamt, wo er auch an der Truppenzeitung mitarbeitete. Nach zwei Semestern Studium der Wirtschaftswissenschaften an der Bergischen Universität Wuppertal ging er im Oktober 1989 an die Kölner Journalistenschule, die er im Februar 1991 als „Jungredakteur Lokal“ verließ.
Seit 1991 arbeitete Rath bei der Braunschweiger Zeitung als Redakteur für die Lokalausgabe Haldensleben. 1992 wechselte er zur Volksstimme in Sachsen-Anhalt als Redakteur für die Haldensleber Volksstimme. Im November 1998 verließ er die Zeitung und arbeitete als Pressesprecher für das Ministerium für Umwelt und Raumordnung sowie für Wirtschaft und Technologie in Magdeburg in Sachsen-Anhalt und danach beim Verband Forschender Arzneimittelhersteller in Berlin.
Ab Dezember 2002 begann er als Redaktionsleiter beim Ruppiner Anzeiger in Neuruppin zu arbeiten und wechselte 2005 auf die Stelle des Chefredakteurs der Allgemeinen Zeitung der Lüneburger Heide und der Altmark-Zeitung. Im Jahr 2011 kehrte er als Regionalredakteur für die Altmark zur Volksstimme zurück und wurde 2013 Koordinator der Lokalredaktion und Mitglied der Chefredaktion in Magdeburg. Dort war er maßgeblich für die Aufdeckung des Stendaler Wahlbetrugs bei den Kommunalwahlen in Sachsen-Anhalt 2014 verantwortlich. Für diese Arbeit wurde er mehrfach ausgezeichnet.
Zum 1. Januar 2018 wechselte er als Chefredakteur an die Landeszeitung für die Lüneburger Heide und löste dort Christoph Steiner ab.
Seit 1. Februar 2022 ist Rath Chefredakteur der Mitteldeutschen Zeitung. Am 24. Februar 2023 übernahm er auch die Position des Chefredakteurs bei der Volksstimme im gleichen Verlag und folgte dort auf Alois Kösters.
Rath ist verheiratet und hat zwei Kinder.

## Auszeichnungen
- 2015: Wächterpreis der deutschen Tagespresse für Aufdeckung der Briefwahlfälschung bei der Kommunalwahl 2014 in Stendal
- 2016: Journalist des Jahres in der Kategorie „Reporter regional“ (Medium Magazin)[6]
- 2017: Ralf-Dahrendorf-Preis für Lokaljournalismus[1]